# Ло Вэй (тхэквондистка)
Ло Вэй (кит. упр. 罗微, пиньинь Luó Wēi, род. 23 мая 1983 года) — китайская тхэквондистка, олимпийская чемпионка 2004 года, чемпионка мира 2003 года, чемпионка Азиатских игр 2006 года.
Ло Вэй родилась в 1983 году в Пекине. В 1999 году она начала тренироваться в знаменитой пекинской спортивной школе «Шичахай», и в том же году вошла в Пекинскую сборную. Три года спустя она вошла в национальную сборную, к этому моменту она уже была вице-чемпионкой страны в весе до 67 кг.
В 2003 году Ло Вэй заняла 1-е место на чемпионате мира в весе до 72 кг, а в 2004 году завоевала золотую медаль на Олимпийских играх в Афинах в весе до 67 кг. В 2007 году она завоевала бронзовую награду на чемпионате мира, и это было её последним выступлением: из-за болезни левой ноги она не приняла участия в Олимпийских играх 2008 года.